# MACHU-project
MACHU (MAnaging  Cultural Heritage Underwater) is een project onder de vlag van de Europese Unie dat informatie over het onderwater erfgoed beschikbaar wil maken voor het publiek, wetenschap en beleidsmakers. Bij het driejarig project zijn zeven EU landen betrokken; België, Duitsland, Groot-Brittannië, Nederland, Polen, Portugal en Zweden.

## Informatie
Het MACHU-project streeft ernaar zo veel mogelijk informatie te verzamelen over archeologische vindplaatsen onder water.  aaronder vooral scheepswrakken -  en zo bij te dragen aan (betere) bescherming van het onderwater erfgoed. Alle informatie van een vindplaats wordt in een database verzameld die aan een GIS (Geografisch Informatie Systeem) zal worden gekoppeld. Door dit systeem kan men in de toekomst gericht geld, tijd en middelen inzetten voor beheer van archeologische vindplaatsen onderwater.

## Wrakken
Veel Europese landen hebben een rijke maritieme geschiedenis. De wateren in de EU liggen bezaaid met wrakken en andere getuigen van die rijke geschiedenis. Vaargeulen en zandbanken verplaatsen zich over de bodem. Het ene moment ligt een (houten) wrak onder beschermend zand het ander moment ligt het open en bloot. Niet alleen valt het dan ten prooi aan de paalworm (Teredo navalis) en erosie maar ook visserij en duikactiviteiten kunnen bijdragen aan de achteruitgang van een wrak. Bescherming in situ is in de meeste gevallen de best haalbare optie. Soms kan een uniek wrak beschermd worden door er een netconstructie over aan te brengen. Er kan dan een kunstmatige zandheuvel ontstaan die het wrak weer onder het zand zal doen verdwijnen en daarmee afdoende beschermt.

## Proefgebieden
Elk participerend land heeft twee MACHU proefgebieden aangewezen om Machu te kunnen testen. In Nederland zijn dat de Burgzand Noord in de Waddenzee (voormalige rede van Texel) en het Banjaard gebied voor de kust van Schouwen-Duiveland in Zeeland. In België zijn dat de Vlakte van de Raan en de Buiten Ratel.

## Lopptijd
Het MACHU-project heeft  een looptijd van drie jaar (tot september 2009). Als het project met succes wordt afgerond is implementatie en voortzetting voor de gehele EU mogelijk.